# Ritzerdijk
De Ritzerdijk, ook Ritse(r)dijk, was een waterkering aan de buitenrand van het Woldzijlvest die de scheiding vormde met het Slochterzijlvest. Hij viel onder toezicht van het Woldzijlvest.
De dijk wordt genoemd in het Wierumer zijlboek van 1470 als Rijtzerdijck of Ratzer dijck. De Ritzerdijk liep aan de noordkant van het in 1659 gegraven Slochterdiep en sloot aan op de Graauwedijk. Deze dijken beschermden het laag gelegen land rond het Schildmeer tegen het water uit de hoger liggende delen van het Slochterzijlvest en het Dorpsterzijlvest.